# Тамаев, Асхаб Лечаевич
Асха́б Леча́евич Тама́ев (род. 30 апреля 2001, Каргалинская), также известный как Чеченский Халк — российский ютубер и боец, сооснователь и бывший владелец поп-MMA промоушена «Hype Fighting Championship».

## Биография

### Ранние годы
Родился 30 апреля 2001 года в станице Каргалинская Шелковского района Чечни, Россия.
Спортом заниматься стал ещё в 9 лет, увлекался кикбоксингом и борьбой. В 13 лет начал набирать массу.

### Карьера
В 2017 году завёл канал на YouTube под названием «Чеченский Халк», где он выкладывал видео с тренировок и учил правильно питаться.
Первая волна популярности к Асхабу пришла в 2018 году после его первого боя на шоу Амирана Сардарова «Битва за хайп» против украинского руфера Филиппа Марвина. Тамаев выиграл бой по единогласному решению судей.
19 декабря 2019 года Асхаб Тамаев снова поучаствовал в «Битве за хайп» против Богдана Павлюка, нокаутировав последнего во втором раунде. В том же году он совместно с бойцом поп-ММА Альфредо Аудиторе основал поп-ММА лигу «Hype Fighting Championship» и открыл YouTube-канал «Асхаб Тамаев».
15 сентября 2020 года Тамаев вышел на ринг против начинающего на тот момент борца Ильи Сухоцкого. В этом бою Сухоцкий его нокаутировал двумя ударами, после чего Асхабу понадобилась медицинская помощь.
В 2020 году Асхаб Тамаев познакомился с Хасбиком, страдающим генетическим заболеванием, мешающему ему расти, и в то время он только набирал свою популярность в TikTok. Асхаб выпускал видеоблоги с Хасбиком, а 28 декабря 2020 года Хасбик вызвал на бой другого блогера с таким же генетическим заболеванием — Абдурозика. Асхаб Тамаев организовывал пресс-конференции Хасбика и Абдурозика, обещая бой, но бой так и не вышел. Асхаб продал бой за 35 000 000 рублей президенту UFC Дана Уайту.
В мае 2022 года Тамаев продал свою долю в «Hype Fighting Championship» за 30 000 000 рублей.

### Личная жизнь
По словам ютубера у него три жены.

## Инциденты

### Драки
В августе 2022 года был избит в Дагестане за неправильную парковку у торгового центра. После инцидента ютуберу потребовалась операция.
В октябре 2023 года Асхаб избил человека и сломал ему телефон в лобби одного из зданий в Москва-Сити из-за оскорбительных комментариев в его сторону.
В июле 2024 года Тамаев дал пощёчину своему подписчику за фразу «Это моя машина», которую блогер сам часто произносит в своих видеороликах.

### Угрозы разоблачителю
В 2024 году на Тамаева вышло разоблачение от ютубера Астемира Гергова, после чего Асхаб раскрыл настоящее имя разоблачителя, стал угрожать ему, его семье и призывал сотрудников правоохранительных органов «принять необходимые меры для пресечения дезинформации». Спустя пару дней Тамаев снял видео вместе с Герговым, где последний извиняется перед самим ютубером и всей Чеченской Республикой. Сам Астемир заявил, что другого выбора у него не было и его заставили.
22 июля того же года в своём Telegram-канале на ситуацию обратила внимание глава Лиги безопасного интернета Екатерина Мизулина, назвав ютубера «скамером» и преступником, а также обвинила в вовлечении детей в азартные игры. Ранее в 2023 году Мизулина уже писала заявление на Тамаева в МВД для проверки его деятельности.
Против Екатерины Мизулиной в защиту Тамаева высказался министр Чеченской Республики по национальной политике, внешним связям, печати и информации Ахмед Дудаев, назвав все обвинения в сторону ютубера бредом и фальсификацией.

## Бои

### «Битва за хайп»
| Соперник      | Дата выхода      | Результат |
| ------------- | ---------------- | --------- |
| Филипп Марвин | 27 декабря 2018  | Победа    |
| Богдан Павлюк | 19 декабря 2019  | Победа    |
| Илья Сухоцкий | 15 сентября 2020 | Поражение |